# Titularerzbistum Karthago
Karthago (italienisch Cartagine) war ein Titularerzbistum der römisch-katholischen Kirche und geht zurück auf einen untergegangenen Bischofssitz in der antiken Stadt Karthago in der römischen Provinz Zeugitana bzw. Africa proconsularis im Norden der heutigen Republik Tunesien. Von 1884 bis 1964 führte das heutige Erzbistum Tunis den Namen Erzbistum Karthago.
| Titularerzbischöfe von Cartagine                                                   |                                                                    | |                    |                    |
| Nr.                                                                                | Name                                                               | Amt | von                | bis                |
| 1                                                                                  | Diego Requeséns                                                    | | 7. September 1637  | 7. Oktober 1647    |
| 2                                                                                  | Scipio Costaguti                                                   | | 6. Juli 1648       |                    |
| 3                                                                                  | Lorenzo Trotti                                                     | | 11. Oktober 1666   | 11. Dezember 1672  |
| 4                                                                                  | Jacques-Nicolas Colbert                                            | Koadjutorerzbischof von Rouen (Frankreich)                                                                                        | 29. April 1680     | 29. Januar 1691    |
| 5                                                                                  | Cornelio Bentivoglio                                               | | 16. März 1712      | 15. April 1720     |
| 6                                                                                  | Pietro Battista de Garbagnate OFM                                  | emeritierter Apostolischer Vikar von Smyrna/Izmir                                                                                 | 15. Juni 1720      | 11. April 1730     |
| 7                                                                                  | Antonio Balsarini                                                  | | 26. August 1730    | 2. Januar 1731     |
| 8                                                                                  | Francesco Girolamo Bona                                            | emeritierter Bischof von Trebinje-Mrkan (Bosnien und Herzegowina)                                                                 | 18. Juni 1731      | 28. Dezember 1749  |
| 9                                                                                  | Johann Joseph von Trautson                                         | Koadjutorerzbischof von Wien (Österreich)                                                                                         | 7. Dezember 1750   | 12. April 1751     |
| 10                                                                                 | Christoph Bartholomäus Anton Migazzi, Graf zu Wall und Sonnenthurm | Koadjutorerzbischof von Mechelen (Belgien)                                                                                        | 20. September 1751 | 20. September 1756 |
| 11                                                                                 | Giuseppe Locatelli                                                 | | 28. Januar 1760    | 25. November 1763  |
| 12                                                                                 | Matteo Gennaro Testa Piccolomini                                   | emeritierter Erzbischof von Reggio Calabria (Italien)                                                                             | 22. Dezember 1766  | 6. April 1782      |
| 13                                                                                 | Ferdinando Maria Saluzzo                                           | Apostolischer Nuntius Kurienerzbischof                                                                                            | 13. Juli 1784      | 23. Februar 1801   |
| 14                                                                                 | Giovanni Devoti                                                    | emeritierter Bischof von Anagni (Italien)                                                                                         | 29. Mai 1804       | 18. September 1820 |
| 15                                                                                 | Augustin-Louis de Montblanc                                        | Koadjutorerzbischof von Tours (Frankreich)                                                                                        | 27. Juni 1821      | 26. November 1824  |
| 16                                                                                 | Filippo de Angelis                                                 | Koadjutorbischof von Montefiascone Apostolischer Nuntius                                                                          | 15. März 1830      | 15. Februar 1838   |
| 17                                                                                 | Michele Viale-Prelà                                                | Kurienerzbischof Apostolischer Nuntius in München (Deutschland) Nuntius am Kaiserhof in Wien (Kaisertum Österreich) 1853 Kardinal | 12. Mai 1841       | 28. September 1855 |
| 18                                                                                 | Salvatore Pietro Saba OFMCap                                       | Kurienerzbischof | 25. September 1862 | 28. Mai 1863       |
| 19                                                                                 | Lajos Haynald                                                      | emeritierter Bischof von Siebenbürgen (Österreich)                                                                                | 22. September 1864 | 17. Mai 1867       |
| 20                                                                                 | Pietro Rota                                                        | emeritierter Bischof von Mantua (Italien)                                                                                         | 12. Mai 1879       | 4. November 1884   |
| Von 1884 bis 1964 führte das heutige Erzbistum Tunis den Namen Erzbistum Karthago. |                                                                    | |                    |                    |
| 21                                                                                 | Agostino Casaroli                                                  | Kurienerzbischof | 4. Juli 1967       | 30. Juni 1979      |